# Medusa (Paradise-Lost-Album)
Medusa ist das 15. Studioalbum der englischen Gothic-Metal-Band Paradise Lost. Es erschien am 1. September 2017 bei Nuclear Blast.

## Hintergrund
Nachdem Adrian Erlandsson nach der Veröffentlichung von The Plague Within die Band verlassen hatte, übernahm Waltteri Väyrynen den Posten des Schlagzeugers und spielte Medusa mit ein, das wie das Vorgängeralbum von Jaime Gomez Arellano (Ghost, Ulver, Cathedral, Angel Witch) produziert wurde.
Gitarrist Gregor Mackintosh bezeichnete das Album als „langsamer, sludgelastiger und doomgeladener als alles, was wir je gemacht haben.“ Die acht Stücke seien „von reiner nordischer Misere“. Der Albumtitel wurde nach der Medusa, einem weiblichen geflügelten Monstrum mit lebenden Giftschlangen als Haaren, das jeden versteinert, der es anblickt, gewählt.
The Longest Winter, die erste Single des Albums, wurde am 7. Juli 2017 veröffentlicht, zu dieser brachte die Band auch ein Lyric Video heraus. Blood and Chaos, die zweite Single, erschien am 4. August 2017 und war auf 2.000 Exemplare limitiert.

## Titelliste
1. Fearless Sky – 8:30
2. Gods of Ancient – 5:50
3. From the Gallows – 3:42
4. The Longest Winter – 4:31
5. Medusa – 6:20
6. No Passage for the Dead – 4:16
7. Blood and Chaos – 3:51
8. Until the Grave – 5:41
9. Frozen Illusion (Bonustitel) – 5:45
10. Shrines (Bonustitel) – 3:59
11. Symbolic Virtue (Bonustitel) – 4:38

## Rezeption
Die Kritiken für Medusa fallen in der deutschsprachigen Print- und Onlinelandschaft positiv aus. Das Metalmagazin Rock Hard bescheinigt in seiner 364. Ausgabe dem Album eine Rückkehr zu den Anfängen der Band. Medusa sei demnach ein „lupenreines Death-Doom-Album geworden“. Trumpf sei der dichte Sound des Albums. Medusa fehle jedoch ein Hit. Auch Plattentests.de betont die Rückkehr der Band zu ihren alten Stärken als Paradise Lost mit härteren Alben wie Gothic, Shades of God und Icon genrestiftend war. Überraschung sei der schwermütige und zähflüssige Grundtenor des Albums, der ab und an von zarten Melodiebögen angereichert wird. Doch Medusa klänge jedoch zu keiner Zeit „gewollt retrospektiv“. In der Rubrik „Gruppentherapie“ des Onlinemagazins Powermetal.de wird Medusa zwiegespalten diskutiert. Befürwortet die eine Fraktion die Rückkehr von Paradise Lost zu ihrem Klanggewand, das sie mit Alben wie Gothic, Shades of God und Icon Anfang der Neunzigerjahre gepflegt und ausgebaut hatten, zieht sich eine andere Position auf den Standpunkt zurück, die melodischeren Paradise-Lost-Alben wie Host und One Second dem von „nervigem Tieftongeschrabbel mit Elch“ geprägten Album Medusa vorziehen zu wollen.